# Estado de Damasco
```
   |-
       |
Erro:
:  
valor não especificado para "
nome_comum
"

   |-
       | 
Erro:
:  
valor não especificado para "
continente
"
```

O Estado de Damasco (1920-1924; Francês: État de Damas; Árabe: دولة دمشق Dawlat Dimashq) foi um dos seis estados estabelecidos pelo General francês Henri Gouraud no Mandato Francês da Síria que seguiu a conferência de San Remo e a derrota da monarquia de curta duração do Rei Faisal na Síria.
Os outros estados eram o Estado de Alepo (1920), o Estado Alauíta (1920), o Estado Jabal al-Druze (1921) e o Sanjaco de Alexandreta (1921). O Estado do Grande Líbano (1920) tornou-se mais tarde o país moderno do Líbano.

## Estabelecimento
O Estado de Damasco foi declarado pelo General Francês Henri Gouraud em 3 de Setembro de 1920, tendo Damasco como capital. O primeiro presidente do novo estado foi Haqqi Al-Azm. O estado de Damasco incluía Damasco e a região circundante, além das cidades de Homs, Hama e do vale do rio Orontes.
O novo estado de Damasco perdeu quatro Qada (sub-distritos) que tinham sido parte do Vilaiete (distrito) de Damasco durante os tempos otomanos ao principalmente Monte Líbano Cristão, para criar o novo Estado do Grande Líbano. O território separado de Damasco corresponde hoje ao Vale do Beca e ao sul do Líbano. Damasco e, mais tarde, a Síria, protestaram continuamente contra a separação dessas terras e continuaram exigindo-as de volta ao longo do período do mandato. A população dessas regiões, que era principalmente Muçulmana, também protestou contra a separação de Damasco.

## Federação Síria e o Estado da Síria
Em 22 de Junho de 1922, o General Gouraud anunciou a Federação Síria (la Fédération Syrienne), que incluía os estados de Damasco, Alepo e o estado Alauíta. Em 1925, o Estado Alauíta foi separado novamente. A Federação Síria tornou-se o Estado da Síria em 1 de Janeiro de 1925.

## População
| Distribuição Geral da População no Estado de Damasco de acordo com o recenseamento Francês em 1921-22 |            |             |
| Religião                                                                                              | Habitantes | Percentagem |
| Sunitas                                                                                               | 447,000    | 75.1%       |
| Cristãos                                                                                              | 67,000     | 11.3%       |
| Estrangeiros                                                                                          | 49,000     | 8.2%        |
| Xiitas duodecimanos                                                                                   | 9,000      | 1.5%        |
| Ismaelitas                                                                                            | 8,000      | 1.3%        |
| Judeus                                                                                                | 6,000      | 1.1%        |
| Alauitas                                                                                              | 5,000      | 0.8%        |
| Drusos                                                                                                | 4,000      | 0.7%        |
| Total                                                                                                 | 595,000    | 100%        |